# Bleisure туризм
Bleisure туризим (также bleisure travel, bleisure-путешествия или же просто bleisure) — производное от слов «business» (дело) и «leisure»(досуг, отдых), обозначающее тенденцию среди деловых путешественников добавлять к поездке осмотр местных достопримечательностей.
Термин bleisure был введён в 2009 году Future Laboratory в рамках их двухгодичного «Обзора Тенденций», который был написан работающим там писателем и визионером Джейкобом Стрэндо и журналистом и футурологом Мириам Рэйман.
В деловом туризме продление деловой поездки в личных целях также известно как «bizcation» (от business + vacation, дело + отдых, отпуск).
Это явление изучается с 2011 года, его масштабы постоянно растут и в 2017 году составляло уже 7 % объёма всего делового туризма.

## Кто пользуется Bleisure travel
Командированных, которые пользуются bleisure можно описать как «людей, которые совмещают отдых с профессиональными деловыми обязанностями за границей».
Элементы, характеризующие путешественников-любителей, различаются, и это затрудняет составление определённого профиля таких людей. Bleisure — широко распространённая практика среди деловых путешественников из США, особенно среди тех, кто работает в сфере технологий, здравоохранения и государственного управления. Статистика показывает, что путешественники из США добавляют bleisure примерно в половине случаев, 52 % для международных поездок и 42 % для внутренних. Основными целями таких поездок являются конференции и съезды, тимбилдинг, встречи с клиентами и презентации.
Bleisure-путешественников можно сгруппировать по различным признакам, в частности по полу, возрасту и частоте поездок.
Исследования показывают, что женщины охотнее, чем мужчины, совершают bleisure-путешествия. В обеих группах 20 % путешественников предприняли бы одну или несколько поездок на отдых в год, однако женщины регистрируют более высокий показатель: 8,5 % против 6,8 % у мужчин.
Молодые путешественники (от 20 до 25 лет) выглядят значительно более склонными добавлять выходные к своим деловым поездкам, давая показатель, близкий к 15 %. Этот результат оказался у них в два или три раза выше, чем для возрастного интервала 45-50 лет. По сравнению с другими возрастными группами миллениалы более склонны совершать bleisure-поездки, однако неясно, как этот меняется с возрастом.

## Определяющие факторы
Кажется очевидным, что работники-миллениалы всё чаще требуют отдыха от своих рабочих поездок. Несмотря на современные технологии, представители поколения Y по-прежнему предпочитают личные встречи для решения деловых вопросов, поэтому путешествия по-прежнему важны для корпоративного сектора.
По словам Джин Лю из Global Business Travel Association, во всем мире более трети деловых путешественников добавят компонент отдыха хотя бы в одну из своих деловых поездок в 2021 году.
Для тех, кто не берёт много отпусков, bleisure-поездка выглядит как хорошая возможность сэкономить на расходах на путешествие: 66 % деловых путешественников в США тратят больше денег на досуг за счёт этой статьи экономии. 60 % отправляются в bleisure-поездку потому, что у них не так много регулярных отпусков. Чтобы решить, стоит ли превращать деловую поездку в bleisure или нет, сотрудники учитывают
- возможность поездки в интересные места,
- дополнительные расходы, необходимые для продления поездки,
- насколько близко эта поездка к выходным,
- количество ночей, на которые они должны остановиться по работе,
- насколько доступен отель,
- наличие друзей или семья в этом районе,
- возможность взять с собой друзей или семью.

Общая тенденция — добавление к рабочей поездке одного или двух дней как наиболее частый вариант, и только 23 % bleisure-путешественников продлевают свои поездки более чем на три дня. Иногда дни отдыха равны (37 %) или даже превышают рабочие дни (42 %). Продолжительность деловой поездки в 62 % случаев является решающим фактором при рассмотрении продления поездки. В частности, когда рабочие дни составляют более трёх, bleisure-путешественники, скорее всего, не только продлят поездку, но и посетят несколько городов в этом регионе.

### Bleisure после пандемия COVID-19
Исследование Expedia в 2018 года показало, что более 60 % деловых поездок продлевались в целях отдыха. Но в 2020 году все концепции любых поездок практически пришлось пересматривать из-за пандемии COVID-19, неопределённости относительно того, как распространяется вирус, и предписаний оставаться дома, выпускавшихся в США и в других странах.
По видимому, модель для Bleisure-поездок внутри США достигнет основного роста в сфере отдыха в посткоронавирусном мире. Кроме того, новые условия труда доказали, что большинство сотрудников могут эффективно работать удалённо в любое время. Это способствовало повышению доверия между сотрудниками и работодателями и позволит увеличить количество bleisure-поездок .
В исследовании «COVID-19 и bleisure-путешественники: изучение актуальных и грядущих последствий» сообщается, что было опрошено 30 деловых путешественников. Они хотели бы вернуться в отели, но с видами на природу и с большими террасами — с пространством, где они могли бы отключиться от работы. Они, например, предпочли бы остановиться не в 5-звездочном отеле, а в каюте, чтобы насладиться природой.

## Bleisure-туризм в России
В России bleisure-туризм развивается почти так же активно, как и в других странах. Впервые о нём достаточно широко заговорили в 2019 году. Было отмечено, что за предыдущие пять лет спрос на такой вид путешествий вырос на 40 %. По данным МТС Travel, в 2022 году 25 % деловых бронирований отелей в России и странах СНГ было совершено с захватом выходных дней, что вдвое превышает показатель 2021 года. Итоги 2023 года показали рост количества таких путешествий в России ещё на 30 % по сравнению с 2022-м. В 2024 году количество бронирований для bleisure-путешествий выросло в России на 15 %.
По данным Mastercard Global Destination Cities Index: Origins, до 2022 года Россия входила в топ-10 стран, в которые стремились и обычные, и bleisure-туристы.
В 2023 году самым популярным российским городом для путешествий в формате совмещения работы и отдыха стала Москва. За ней в рейтинге следовали Санкт-Петербург, Сочи, Уфа, Самара и Тюмень. Чаще всего для bleisure-поездок командированные выбирали самолёты, по железной дороге их путешествовало на 31 % меньше. В 2024 году Сочи стал вторым городом по привлекательности для bleisure-туристов, на первое место вышел Санкт-Петербург, а Москва откатилась на третье. При этом для Сочи в 2024 доля bleisure среди всех деловых поездок составила 56 %. Летом 2024 года 37 % всех командировок россияне совмещали с выходными в другом городе.
Летом 2024 года был анонсирован проект создания в Петербурге первого в РФ апарт–отеля с концепцией Bleisure Trave. Гостиничный объект категории 4 звезды общей площадью 10 680 м2 на 165 номеров бизнес–класса начнёт функционировать как часть многопрофильного комплекса бывшего БЦ «Александровский». Объект готовится к сдаче к началу летнего туристического сезона 2025 года. 
К моменту открытия помимо отеля он вместит в себя паркинг, ресторан, видовые террасы для отдыха, спортзал, массажный салон, пространства для ретейла с магазинами одежды, декора, оптики, деловым центром с конференц–залами, переговорными и офисными пространствами.

## Ограничения и недостатки
Несмотря на заметную экономию на организации путешествия в части отдыха, bleisure не может подменять собой «настоящий» продолжительный отпуск, поскольку полного выключения из рабочих процессов в ходе такого путешествия обычно не происходит.

## Комментарии
1. ↑  Чтобы объяснить это наблюдение, исследователи из CWT рассмотрели среднее количество bleisure-поездок на одного командированного в год, это было примерно одинаковое значение для обоих полов (1,4). Однако женщины в среднем совершают меньше деловых поездок, чем мужчины. Вот эта разница в общем количестве деловых поездок и отвечает за более высокий показатель bleisure у женщин
2. ↑  Чтобы объяснить этот вывод, в CWT рассчитали среднее количество bleisure-поездок в каждом сегменте. В общем возрастном диапазоне от 20 до 65 лет это число варьируется от 1,3 до 1,5 поездок на отдых в год. В то же время общее количество бизнес-поездок варьируется гораздо более существенно (+2 поездки в год) от возрастного интервала 20-25 до 45-50 лет. Таким образом, за более низкие значения в показателе bleisure, наблюдаемые в группе 45-50 лет, отвечает больший знаменатель. Интерпретация: видимо, путешественники имеют фиксированную готовность к bleisure, они совершают одну или две bleisure-поездки в год, почти независимо от общего годового количества бизнес-поездок. Другими словами, bleisure не масштабируется с общим количеством поездок